# 다리우스 갈랜드

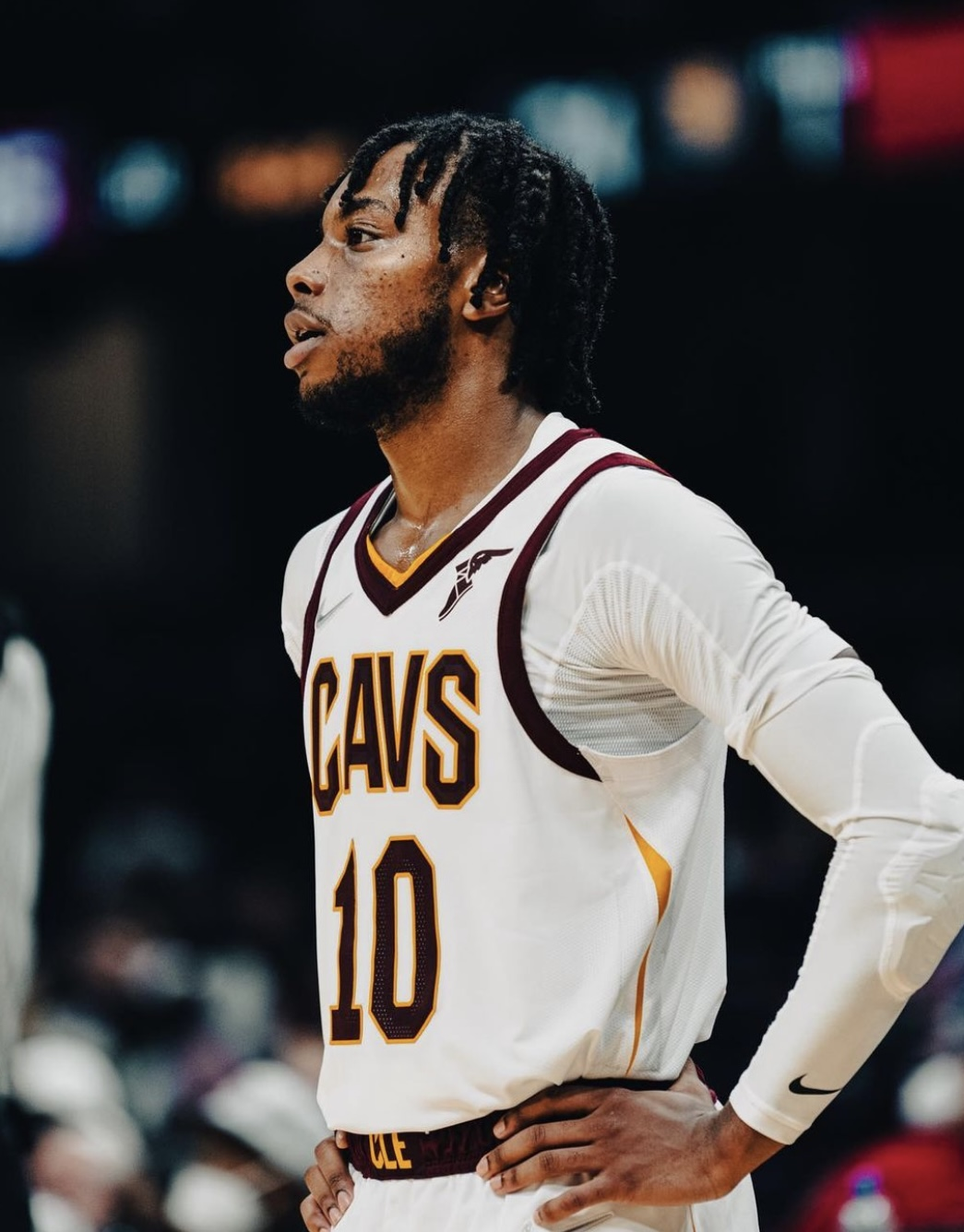
2022년 클리블랜드 캐벌리어스에서 뛰는 모습

다리우스 갈랜드(Darius Garland, 본명: 다리우스 키나드 갈랜드, Darius Kinnard Garland, 2000년 1월 26일 ~ )는 전미 농구 협회(NBA)의 클리블랜드 캐벌리어스의 미국 프로 농구 선수이다. 다리우스 갈랜드는 "DG the PG"라고 불린다. 밴더빌트 코모도어스에서 대학 농구를 했다. 인디애나주 게리에서 태어난 갈랜드는 전직 프로 농구 선수인 윈스턴 갈랜드의 아들이다. 갈랜드는 고등학교 때 브렌트우드 아카데미(Brentwood Academy)에 다녔고, 8학년 때 농구 대표팀에 합류했으며, 4번의 주 챔피언이자 3번의 테네시 미스터 배스킷볼 우승자로 떠났다. 2018년 클래스에서 최고의 포인트 가드 중 하나로 선정된 5성급 신인 선수이자 맥도날드의 올아메리칸 선수였다.
갈랜드는 프로그램 역사상 최고의 신입 선수로 밴더빌트를 선택했다. 5경기 후, 그의 대학 생활은 반월판 부상으로 인해 중단되었고, 이로 인해 그는 NBA 드래프트를 준비하기 위해 팀을 떠났다. 실망스러운 플레이로 인해 첫 시즌에 비판을 받은 후 갈랜드는 2022년 첫 NBA 올스타 게임에 이름을 올렸고 같은 해 NBA 기량발전상 투표에서 3위를 차지했다.

## 대학 경력
갈랜드는 밴더빌트와 계약한 최고의 신입 선수로 2018-19 시즌에 들어갔다. 프리 시즌 올 컨퍼런스 팀을 구성한 남동부 컨퍼런스(SEC)의 유일한 신입 선수였다. 2018년 11월 6일 윈스롭과의 첫 대학 경기에서 갈랜드는 24득점으로 모든 득점자를 이끌었다. 11월 19일 리버티와의 경기에서 79-70으로 승리하면서 그는 시즌 최고인 33득점을 기록했는데, 이는 학교 역사상 신입생 중 두 번째로 많은 득점이었다. 갈랜드는 11월 23일 켄트 스테이트와의 레이업 도중 무릎 부상을 입어 경기를 일찍 떠났다. 4일 후, 밴더빌트 감독 브라이스 드루는 갈랜드가 반월판 부상으로 남은 시즌 동안 결장할 것이라고 밝혔다. 2019년 1월 22일, 그는 부상에서 회복하고 2019 NBA 드래프트를 준비하기 위해 밴더빌트를 떠날 것이라고 발표했다. 갈랜드는 나중에 NBA 드래프트 콤바인에 참가하도록 총 77명의 초대받은 사람 중 한 명이 되었다. 그러나 그는 NBA 드래프트 복권에서 한 팀의 선택을 약속받았다는 생각으로 5월 15일 일찍 행사를 떠났다.